# Károly Takács
Pour les articles homonymes, voir Takács.
Károly Takács, né le 21 janvier 1910 à Budapest et mort le 5 janvier 1976 dans la même ville, est un militaire et sportif hongrois.
Il est le premier tireur à remporter deux médailles d'or olympiques au tir avec un pistolet à feu rapide à 25 mètres, en 1948 et 1952. Il a la particularité d'avoir remporté son titre de la main droite, puis le second de la main gauche après un accident avec une grenade.
Il est le troisième athlète handicapé physique connu pour avoir participé aux Jeux olympiques classique après George Eyser en 1904 et Olivér Halassy en 1928.

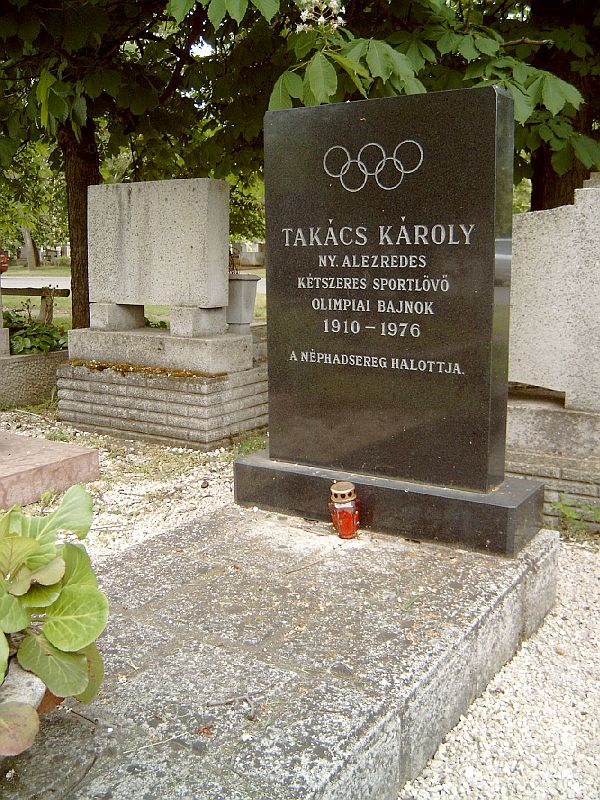
Tombe de Károly Takács.